# Proteuxoa derosa
Proteuxoa derosa là một loài bướm đêm trong họ Noctuidae.